# Péterffy Pál
Péterffy Pál (Vingárd, 1904. május 10. – Marosvásárhely, 1984. szeptember 25.) erdélyi magyar orvos, szakíró.

## Életútja
Középiskolát a nagyenyedi Bethlen Kollégiumban, majd Gyulafehérváron a Római Katolikus Majláth Főgimnáziumban végzett (1922). Orvosi diplomát az I. Ferdinánd egyetemen szerzett (1930). Pályáját a budapesti Szent László Kórházban kezdte, Debrecenben klinikai műtős, 1935-től a kolozsvári Református Diakonissza Kórházban sebészorvos. 1941-től a Sebészeti, Műtéttani és Urológiai Klinika főorvosa. 1945-től Marosvásárhelyen kórházi sebész, 1948-tól az OGYI 1. számú Sebészeti Klinikáján előadótanár. 1952-től Gyergyószentmiklóson kórházigazgató. Visszatérve Marosvásárhelyre az újonnan megalakuló Szájsebészeti és Onkológiai Osztály főorvosa. Az orvostudomány doktora (1969).

## Munkássága
Főleg a gyomor és bélcsatorna kóros folyamataival, a prosztata elváltozásaival és az emlőrákkal foglalkozott. Dolgozatai a Zentralblatt für Chirurgie, Orvosi Hetilap, Magyar Urológia, EME Orvosi Értesítő, Orvosi Szemle-Revista Medicală, Chirurgia, Magyar Sebészet, Archiv de l’Union Médicale Balcanique és más szaklapok hasábjain, valamint kongresszusi kötetekben jelentek meg. Önálló egyetemi jegyzete: A gyomor és nyombél első harmadának betegségei (Marosvásárhely 1950).